# اسکات دانلی
اسکات دانلی (انگلیسی: Scott Donnelly؛ زادهٔ ۲۵ دسامبر ۱۹۸۷) بازیکن فوتبال اهل بریتانیا است.
از باشگاه‌هایی که در آن بازی کرده‌است می‌توان به باشگاه فوتبال ویلدستون، باشگاه فوتبال کویینز پارک رنجرز، باشگاه فوتبال نیوپورت کانتی، باشگاه فوتبال سوانزی سیتی، باشگاه فوتبال ساوتند یونایتد، باشگاه فوتبال هاوانت و واترلوویل، باشگاه فوتبال فارن‌بورو، باشگاه فوتبال وایکام واندررز، و باشگاه فوتبال آلدرشات تاون اشاره کرد.
وی همچنین در تیم ملی فوتبال زیر ۱۷ سال انگلستان بازی کرده‌است.